# Coupe du monde d'escalade de 2021
Navigation
32e édition 34e édition
La coupe du monde d'escalade de 2021 est la 33e édition de la coupe du monde d'escalade. En 2021, cette série d'épreuves débute le 16 avril et se termine le 5 septembre. Cette compétition compte neuf étapes comprenant cinq épreuves de difficulté, quatre épreuves de bloc et deux épreuves de vitesse.

## Calendrier
En raison de la pandémie mondiale de Covid-19, le calendrier général de la saison se retrouve affecté :
- Le 15 décembre 2020, l'IFSC, pour réduire les déplacements et les risques sanitaires annule l'étape de Munich (ALL) (22 - 23 mai ; bloc) qui est remplacée par une étape à Salt Lake City (USA) (21 - 22 mai ; bloc). De plus, l'étape suivante de Salt Lake City (USA) (28 - 30 mai ; bloc et vitesse), prévue à l'origine du 11 au 13 juin, est avancée[2].
- Le 4 mars, l'IFSC décale l'étape de Séoul (KOR) (7 - 9 mai ; bloc et vitesse) du 1er au 3 octobre, de Wujiang (CHN) (30 avril - 2 mai ; bloc et vitesse) du 22 au 24 octobre et de Jakarta (INA) (23 - 24 octobre ; vitesse) du 30 au 31 octobre[3].
- Le 20 août, l'IFSC annule les étapes chinoises de Xiamen (15 - 17 octobre ; difficulté et vitesse) et de Wujiang (22 - 24 octobre ; bloc et vitesse)[4].
- Le 10 septembre, l'IFSC annule l'étape de Jakarta (INA) (30 - 31 octobre ; vitesse)[5].
- Le 20 septembre, l'IFSC annule l'étape de Séoul (KOR) (1 - 3 octobre ; bloc et vitesse)[6].

## Classement général
| Catégories | Or                 | Or         | Argent            | Argent     | Bronze                                   | Bronze     |
| ---------- | ------------------ | ---------- | ----------------- | ---------- | ---------------------------------------- | ---------- |
| Difficulté | Stefano Ghisolfi   | 319 points | Sean Bailey (en)  | 277 points | Masahiro Higuchi                         | 263 points |
| Difficulté | Janja Garnbret (4) | 300 points | Natalia Grossman  | 296 points | Laura Rogora                             | 278 points |
| Bloc       | Yoshiyuki Ogata    | 255 points | Kokoro Fujii      | 255 points | Adam Ondra                               | 200 points |
| Bloc       | Natalia Grossman   | 345 points | Janja Garnbret    | 280 points | Oriane Bertone                           | 235 points |
| Vitesse    | Veddriq Leonardo   | 200 points | Kiromal Katibin   | 145 points | Marcin Dzieński                          | 96 points  |
| Vitesse    | Emma Hunt          | 131 points | Patrycja Chudziak | 120 points | Aleksandra Miroslaw Ekaterina Barashchuk | 100 points |

## Étapes
| Dates                             | Lieu           | Difficulté | Bloc     | Vitesse  |
| --------------------------------- | -------------- | ---------- | -------- | -------- |
| 16 avril 2021-17 avril 2021       | Meiringen      | -          | X        | -        |
| 21 mai 2021-22 mai 2021           | Salt Lake City | -          | X        | -        |
| 28 mai 2021-30 mai 2021           | Salt Lake City | -          | X        | X        |
| 24 juin 2021-27 juin 2021         | Innsbruck      | X          | X        | -        |
| 1er juillet 2021-3 juillet 2021   | Villars        | X          | -        | X        |
| 12 juillet 2021-13 juillet 2021   | Chamonix       | X          | -        | -        |
| 17 juillet 2021-18 juillet 2021   | Briançon       | X          | -        | -        |
| 4 septembre 2021-5 septembre 2021 | Ljubljana      | X          | -        | -        |
| Total : 8 étapes                  |                | 5 étapes   | 4 étapes | 2 étapes |

## Podiums des étapes

### Difficulté

#### Hommes
| Étapes      | Lieu                 | Or                   | Argent             | Bronze            |
| ----------- | -------------------- | -------------------- | ------------------ | ----------------- |
| 24 juin     | Innsbruck (Autriche) | Jakob Schubert (19)  | Stefano Ghisolfi   | Sascha Lehmann    |
| 1er juillet | Villars (Suisse)     | Sean Bailey (en)     | Alexander Megos    | Colin Duffy       |
| 12 juillet  | Chamonix (France)    | Sean Bailey (en) (2) | Stefano Ghisolfi   | Martin Stranik    |
| 17 juillet  | Briançon (France)    | Stefano Ghisolfi (6) | Dmitrii Fakirianov | Martin Stranik    |
| 4 septembre | Ljubljana (Slovénie) | Masahiro Higuchi     | Luka Potocar       | Sebastian Halenke |

#### Femmes
| Étapes      | Lieu                 | Or                  | Argent           | Bronze             |
| ----------- | -------------------- | ------------------- | ---------------- | ------------------ |
| 24 juin     | Innsbruck (Autriche) | Janja Garnbret (16) | Brooke Raboutou  | Akiyo Noguchi      |
| 1er juillet | Villars (Suisse)     | Janja Garnbret (17) | Laura Rogora     | Natalia Grossman   |
| 12 juillet  | Chamonix (France)    | Laura Rogora (2)    | Natalia Grossman | Aleksandra Totkova |
| 17 juillet  | Briançon (France)    | Eliška Adamovská    | Natalia Grossman | Vita Lukan         |
| 4 septembre | Ljubljana (Slovénie) | Janja Garnbret (18) | Chaehyun Seo     | Natalia Grossman   |

### Bloc

#### Hommes
| Étapes   | Lieu                        | Or                  | Argent          | Bronze         |
| -------- | --------------------------- | ------------------- | --------------- | -------------- |
| 16 avril | Meiringen (Suisse)          | Adam Ondra (5)      | Yoshiyuki Ogata | Tomoaki Takata |
| 21 mai   | Salt Lake City (États-Unis) | Adam Ondra (6)      | Mejdi Schalck   | Jakob Schubert |
| 28 mai   | Salt Lake City (États-Unis) | Sean Bailey (en)    | Kokoro Fujii    | Tomoa Narasaki |
| 24 juin  | Innsbruck (Autriche)        | Yoshiyuki Ogata (2) | Tomoa Narasaki  | Kokoro Fujii   |

#### Femmes
| Étapes   | Lieu                        | Or                   | Argent           | Bronze           |
| -------- | --------------------------- | -------------------- | ---------------- | ---------------- |
| 16 avril | Meiringen (Suisse)          | Janja Garnbret (12)  | Oriane Bertone   | Natalia Grossman |
| 21 mai   | Salt Lake City (États-Unis) | Natalia Grossman     | Oriane Bertone   | Brooke Raboutou  |
| 28 mai   | Salt Lake City (États-Unis) | Natalia Grossman (2) | Janja Garnbret   | Brooke Raboutou  |
| 24 juin  | Innsbruck (Autriche)        | Janja Garnbret (13)  | Natalia Grossman | Staša Gejo       |

### Vitesse

#### Hommes
| Étapes      | Lieu                        | Or                   | Argent           | Bronze          |
| ----------- | --------------------------- | -------------------- | ---------------- | --------------- |
| 28 mai      | Salt Lake City (États-Unis) | Veddriq Leonardo     | Kiromal Katibin  | Marcin Dzieński |
| 1er juillet | Villars (Suisse)            | Veddriq Leonardo (2) | Dmitrii Timofeev | Kiromal Katibin |

#### Femmes
| Étapes      | Lieu                        | Or                      | Argent         | Bronze            |
| ----------- | --------------------------- | ----------------------- | -------------- | ----------------- |
| 28 mai      | Salt Lake City (États-Unis) | Aleksandra Miroslaw (5) | Emma Hunt      | Miho Nonaka       |
| 1er juillet | Villars (Suisse)            | Ekaterina Barashchuk    | Iuliia Kaplina | Patrycja Chudziak |

## Autres compétitions mondiales de la saison

### Jeux olympiques 2020

#### Combiné format olympique

##### Hommes
| Étapes | Lieu          | Or                  | Argent            | Bronze         |
| ------ | ------------- | ------------------- | ----------------- | -------------- |
| 3 août | Tokyo (Japon) | Alberto Ginés López | Nathaniel Coleman | Jakob Schubert |

##### Femmes
| Étapes | Lieu          | Or             | Argent      | Bronze        |
| ------ | ------------- | -------------- | ----------- | ------------- |
| 3 août | Tokyo (Japon) | Janja Garnbret | Miho Nonaka | Akiyo Noguchi |

### Championnats du monde d'escalade 2021

#### Difficulté

##### Hommes
| Étapes       | Lieu            | Or                 | Argent       | Bronze          |
| ------------ | --------------- | ------------------ | ------------ | --------------- |
| 15 septembre | Moscou (Russie) | Jakob Schubert (3) | Luka Potocar | Hamish McArthur |

##### Femmes
| Étapes       | Lieu            | Or           | Argent           | Bronze       |
| ------------ | --------------- | ------------ | ---------------- | ------------ |
| 15 septembre | Moscou (Russie) | Chaehyun Seo | Natalia Grossman | Laura Rogora |

#### Bloc

##### Hommes
| Étapes       | Lieu            | Or           | Argent         | Bronze       |
| ------------ | --------------- | ------------ | -------------- | ------------ |
| 15 septembre | Moscou (Russie) | Kokoro Fujii | Tomoa Narasaki | Manuel Cornu |

##### Femmes
| Étapes       | Lieu            | Or               | Argent         | Bronze     |
| ------------ | --------------- | ---------------- | -------------- | ---------- |
| 15 septembre | Moscou (Russie) | Natalia Grossman | Camilla Moroni | Staša Gejo |

#### Vitesse

##### Hommes
| Étapes       | Lieu            | Or                  | Argent            | Bronze        |
| ------------ | --------------- | ------------------- | ----------------- | ------------- |
| 15 septembre | Moscou (Russie) | Danyil Boldyrev (2) | Erik Noya Cardona | Noah Bratschi |

##### Femmes
| Étapes       | Lieu            | Or              | Argent         | Bronze              |
| ------------ | --------------- | --------------- | -------------- | ------------------- |
| 15 septembre | Moscou (Russie) | Natalia Kalucka | Iuliia Kaplina | Aleksandra Miroslaw |

#### Combiné

##### Hommes
| Étapes       | Lieu            | Or            | Argent         | Bronze         |
| ------------ | --------------- | ------------- | -------------- | -------------- |
| 15 septembre | Moscou (Russie) | Yannick Flohé | Philipp Martin | Fedir Samoilov |

##### Femmes
| Étapes       | Lieu            | Or           | Argent     | Bronze       |
| ------------ | --------------- | ------------ | ---------- | ------------ |
| 15 septembre | Moscou (Russie) | Jessica Pilz | Mia Krampl | Elnaz Rekabi |